# Guillaume III de Cheisolme
Pour les articles homonymes, voir Guillaume II de Cheisolme, Clan Chisholm et Chisholm.
Guillaume III de Cheisholme (en anglais : William III Chisholme) (11 mars 1551 - Vaison-la-Romaine, 13 décembre 1629), est un évêque de Vaison. Il est enterré dans la chapelle Saint-Blaise, l'une des huit chapelles de la cathédrale haute de Vaison-la-Romaine.

## Biographie
Sa grand-mère maternelle est Margaret Stuart, Lady Gordon. Il fut pourvu d'un canonicat à Saint-Quentin, cette ville faisant partie du douaire de Marie Stuart comme veuve du roi François II.
Sur ordre du pape Grégoire XIII, il succéda à son oncle William II Chisholme comme évêque de Vaison-la-Romaine (Vaucluse), sous le nom de Guillaume III, dit  Cheisolme second.
Il acheta plusieurs maisons et en fit un palais épiscopal dans la ville haute, fit agrandir la cathédrale haute du XVe siècle, y fit mettre l'orgue (transféré dans la cathédrale basse en 1903), la chaire, les fonts baptismaux, et légua 25 florins à la chapelle des pénitents blancs.
Il écrivit un ouvrage contre les calvinistes. En 1599, Jacques VI Stuart, roi d'Écosse, confia à Edward Drummond une lettre pour le pape Clément VIII, lui demandant la nomination de William III Chisholme au rang de cardinal. Cette lettre, qui employait des expressions ambiguës, Beatissime Pater et Obedientissimus Filius, portait la signature du roi, mais ce dernier prétendit qu'elle lui avait été subrepticement soutirée par James Elphinstone, secrétaire d'État, ; le pape Clément VIII répondit en 1600, demandant au roi de considérer une conversion.
Guillaume III Chisholme fut recteur du Comtat Venaissin en 1593. Son portrait est conservé au musée de Valence.
Les vestiges du tombeau de Guillaume III de Cheisolme, autrefois situé dans la cathédrale haute, sont conservés dans le cloître de la cathédrale basse.

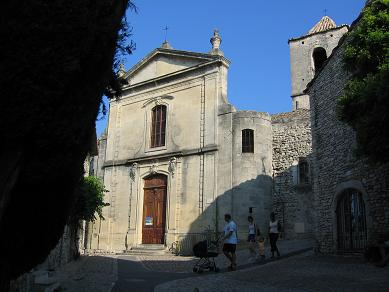
Cathédrale Sainte-Marie de l'Assomption de Vaison-la-Romaine
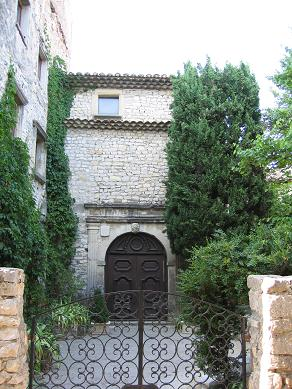
Chapelle des Pénitents blancs, Vaison-la-Romaine
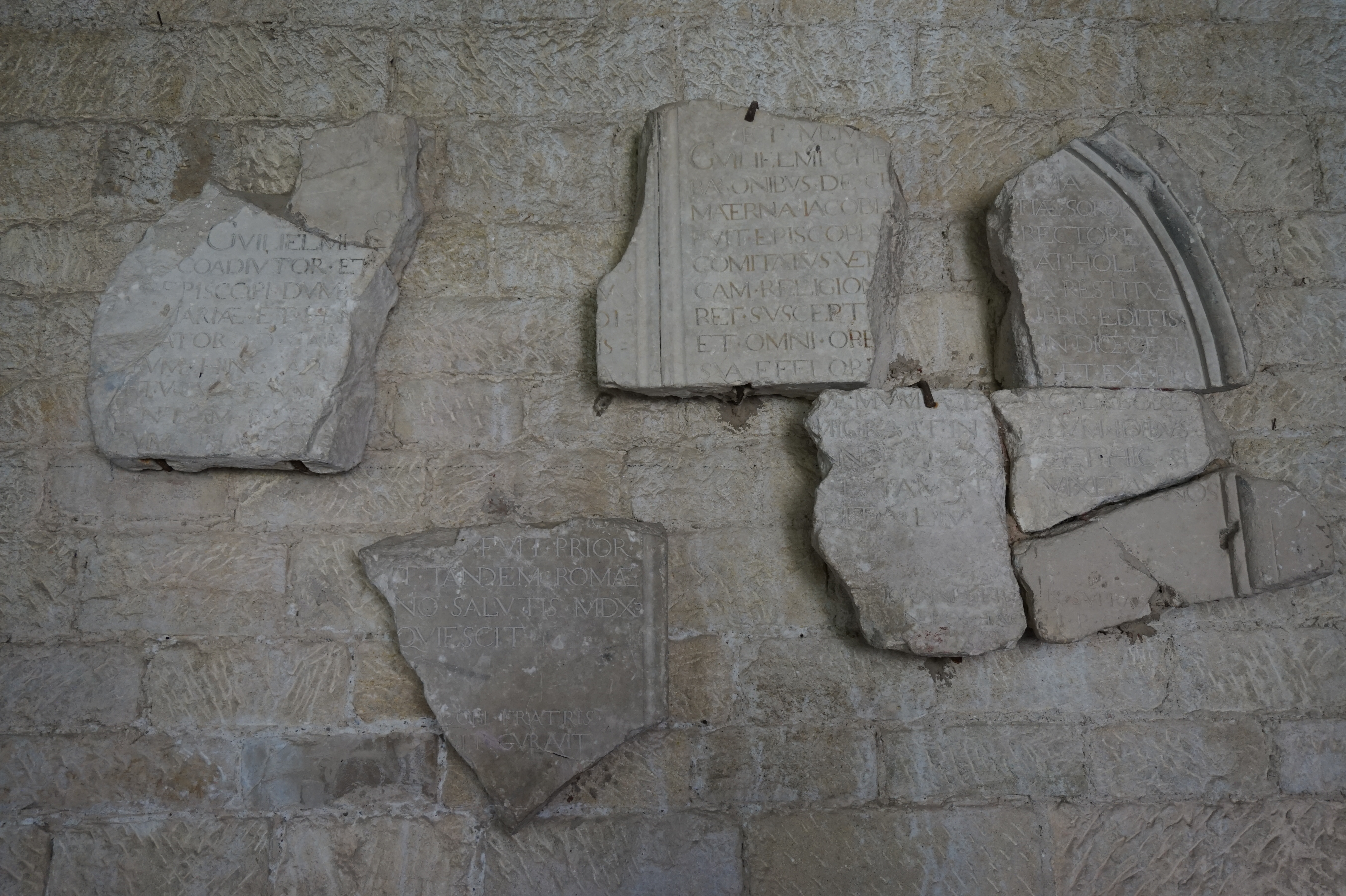
Vestiges du tombeau de Guillaume IV de Cheisolme.

## Œuvres
- William Chisholm, Examen confessionis fidei calvinianae, apud Iacobum Bramereau, Avignon, 1601.
- William Cheisholme, Examen d'une confession de foy, publiée naguère en France sous le nom du roy d'Angleterre... fait premièrement en latin, puis en français et plus au long par Nicolas Coeffeteau, Paris, 1603, in-8°.